# 젊은 예술가의 초상
《젊은 예술가의 초상》(A Portrait of the Artist as a Young Man, 1916)은 제임스 조이스의 소설이다. 자서전적인 작품으로 작가의 정신형성사이기도 하다. 작가가 스티븐 디덜러스라는 이름으로 등장한다.
그는 제수이트회의 초등학교에 입학하고 뒤에 가정 사정으로 더블린에 있는 같은 교파가 경영하는 학교로 전학한다. 성실하고 성적도 양호하여 성직의 길로 권유를 받지만 한편 성적(性的)인 억압감도 느껴 그 사이에 끼어 번민한다. 그는 점차로 신앙에 회의를 품게 되어 계율(戒律)을 속박으로 느낀다. 그리하여 사제(司祭)라는 안정된 생활보다도 불안하나 작가로서의 생활을 택하려고 결심하며, 문화적으로도 침체되고 있는 조국 아일랜드에서 탈출코자 한다.
소설가로서 출발하기까지를 묘사한 자서전적인 작품이나 외적인 사건은 그렇게 중요하지 않고, 주인공의 내면의식의 움직임과 심리적 갈등묘사에 중점을 두어 심리주의 작가로서 조이스의 특성이 잘 나타나고 있다.